# 南龙乡
南龙乡，是中华人民共和国贵州省貴陽市开阳县下辖的一个乡镇级行政单位。

## 行政区划
南龙乡下辖以下地区：
翁朵村、田坎村和中桥村。